# Magda Bello
Magda Bello (Masaya, 2 de agosto de 1976) es poeta, escritora y teóloga nicaragüense. Ganadora del Premio Internacional de Poesía Rubén Darío en 2018.

## Reseña biográfica
Pasó su infancia y juventud entre mujeres en una pequeña localidad de Nicaragua, Masaya, donde descubrió la lectura en las bibliotecas familiares de Juigalpa y Masaya. La figura paterna la ejercía su tío, el poeta Rafael Bello, quien le introdujo en el mundo de la lírica cuando era una niña, comenzando a crear entonces sus primeros poemas “Bolso de mecate”, “Volcanes” y “Angelito”.
Realizó estudios de Economía y se graduó en Teología, especializándose en Historia de la Iglesia, Escatología, Hermenéutica y Homilética. 
En 2003 escribió su primera novela “Muñecos de tusa”. En 2016, publica su segunda novela, “La Venus de los perversos”, empieza a publicar poemas y a colaborar en la Revista Líderes Políticos de Pachuca (Hidalgo, México).
Su primer poemario, “Memorias dispersas” recoge toda una serie de poemas ecologistas,  fruto de sus viajes al Norte y Caribe de Nicaragua como directora de programas educativos, trabajando para diversas ONG, y muy concienciada por la tala de árboles.  Publicado en 2016 por la Sociedad Nicaragüense de Jóvenes Escritores, le permitió conocer entonces a su mentor literario, el ensayista, historiador y poeta Jorge Eduardo Arellano.
Su poemario “Emily” lo escribió tras adentrarse en la vida de la escritora norteamericana Emily Dickinson, en su mundo de soledad, añoranzas amorosas y desafío a la muerte. Está conformado por 20 poemas y mediante ellos revela la enigmática existencia de la poeta norteamericana y sus amores prohibidos. El poemario fue presentado para inaugurar la biblioteca “Emily Dickinson” del Centro Cultural Nicaragüense norteamericano, y publicado por Bello editorial.
En coautoría con el poeta español Francisco Martín Martín publicó el poemario “Tras la huella del Príncipe”, con 76 poemas a partes iguales. Los versos se escribieron en honor de Rubén Darío, ante el 150 Aniversario de su nacimiento y el Centenario de su muerte, publicado por la Editorial Nido de Cuervos. 
Mediante la obra “No hay pasada a Catarina”, compuesta por 48 poemas escritos a modo de diario, la poeta obtuvo el prestigioso Premio Internacional de Poesía Rubén Darío en 2018. Los poemas fueron escritos en una suerte de trinchera desde su ciudad natal, Masaya, y narra la crisis social que se desató en Nicaragua entre los meses de abril y julio de 2018.
A raíz de la obtención del Premio Internacional Rubén Darío, la poeta fue invitada a visitar México y España en 2019.  En la Feria del Libro Infantil y Juvenil Hidalgo presentó su poemario recién premiado.
En visita oficial por España, tras la lectura de sus poemas en la Casa de América, desarrolló una amplia gira cultural por distintas ciudades y auditorios (Madrid, Hospitalet de Llobregat (Barcelona), Silleda (Galicia), Águilas (Murcia) y Málaga.
En 2020 publicó su quinto poemario “Invierno en Moskova” sobre la vida  del poeta ruso Vladimir Mayakovski.
Tres poemas de "Memorias dispersas" fueron incluidos en la antología I Volumen de 1000 Poetas y Artistas con Palestina, de Xavier Susperregui.

## Obra

### Poesía
- Memorias dispersas ( 2016), Editorial Sociedad Nicaragüense de Jóvenes Escritores
- Emily (2017), Bello Editorial
- Tras la huella del príncipe (2017) Editorial Nido de Cuervos
- No hay pasada a Catarina, poesía en tiempo real, (2018) Fondo Editorial El Güegüense Instituto Nicaragüense de Cultura
- Invierno en Moskova (2019) Editorial Universitaria, UNAN- Managua

### Novela
- La Venus de los perversos, publicada en la Revista Líderes Políticos, Pachuca, Hidalgo.[13]
- Muñecos de Tusa, Editorial Universitaria, UNAN, Managua.

### Ensayo
- Juan Rulfo, verdadero padre del realismo latinoamericano. Revista Líderes políticos.

- Entrada triunfal veracruzana al poeta de poetas, Rubén Darío,[14]

- Vladimir Mayakovski, el primer poeta ruso en México, 1926
- Los Bordados de Tenango
- Mary Shelley y su laboratorio mental.[15]

- Nicaragua y México unidos por la poesía y la canción de José José[16]
- Lo que no sabías del Conde Drácula.[17]
- Alfonsina Storni, ’más que una nota suicida’.[17]
- Federico del Sagrado Corazón de Jesús García Lorca.[18]

## Premios y reconocimientos
- Premio Internacional de Poesía Rubén Darío, 2018
- Destacada  escritora Nicaragüense, Instituto Nicaragüense de Cultura, 2018
- Orden Clan Intelectual de Chontales, 2019
- Hija dilecta de Masaya, 2019

## Enlaces relacionados
- Entrevista en El Generacional